# Yolanda Vallejo Navarro
Yolanda Vallejo Navarro   () és la directora de l'empresa de recursos humans Teis des del 1996.
Va ser pionera en la posada en marxa de plans d'igualtat després de l'entrada en vigor de la Llei d'igualtat del 2007. Entre d'altres, apareix entre els autors dels plans d'igualtat de l'Ajuntament de Santa Maria del Camí, l'Ajuntament de Calvià, de l'Orquestra Simfònica de les Illes Balears, o la Fundació Esport Balear.
El 2025 fou escollida com una de les 50 dones més influents de les Illes Balears per la revista Forbes.